# Eucorma
Eucorma is een geslacht van vlinders van de familie bloeddrupjes (Zygaenidae), uit de onderfamilie Chalcosiinae.

## Soorten
- E. euphaena Jordan, 1907
- E. hampsoni (Holland, 1900)
- E. intercisa (Walker, 1854)
- E. obliquaria (Fabricius, 1787)